# 110 (число)
110 (сто десять) — натуральное число, расположенное между числами 109 и 111. Оно не является простым числом, а относительно последовательности простых чисел расположено между 109 и 111.

## В математике
- 110 — число харшад
- 110 — сумма трёх членов последовательности квадратов: {\displaystyle 110=5^{2}+6^{2}+7^{2}}.
- 110 - Наименьшее натуральное число, при котором существует лишь конечное множество натуральных чисел, которые при любой перестановке их десятичных цифр делятся на это число. (Помните, что число не может начинаться с нуля. К примеру, перестановками числа 101 будут 101 и 110, но не 011.)

## В науке
- Атомный номер дармштадтия
- (110) Лидия — астероид главного пояса.

## В других областях
- 110 год;
- 110-е годы
- 110 год до н. э.
- Lada 110 — российский  автомобиль.
- Годао 110 — китайская федеральная дорога Пекин — Иньчуань.
- ASCII-код символа «n»
- POP3 работает поверх 110 порта
- Иосиф, сын Иакова, согласно библейской мифологии, прожил 110 лет. ( Библия, Быт. 50:22 ).
- В трилогии Толкина «Властелин Колец» для обозначения числа 110 в языке хоббитов введён неологизм «eleventy»
- плёнка типа 110
- Messerschmitt Bf.110